# Dracorex hogwartsia
Dracorex hogwartsia är en dinousaurie som upptäcktes 2006. Den levde i South Dakota för cirka 65 miljoner år sedan. Namnet, som betyder Drak-kungen från Hogwarts kommer från Hogwarts, trollkarlsskolan i böckerna om Harry Potter.

## Taxonomi
Det är tydligt att fynden man hittat är från en art i Pachycephalosauria, men det är inte säkert att Dracorex utgör är ett eget släkte. Det finns teorier om att fyndet man hittat av Dracorex egentligen är från ett ej fullvuxet djur av Pachycephalosaurus.